# Marco Corti
Marco Corti, nacido el 2 de abril de 1986 en Bérgamo, es un ciclista profesional italiano.
Debutó como profesional en 2008 en las filas del equipo Barloworld. Para la temporada 2010, el Footon-Servetto, de categoría UCI ProTour le contrató, dando así el salto al profesionalismo de primer nivel.

## Palmarés
No ha conseguido victorias como profesional.

## Equipos
- Barloworld (2008-2009)
- Footon/Geox (2010-2011)
  - Footon-Servetto (2010)
  - Geox-TMC (2011)
- Colombia (2013)